# Синдбад за семью морями
«Синдбад за семью морями» (англ. Sinbad of the Seven Seas) — итало-американский приключенческий фэнтезийный фильм 1989 года режиссёра Энцо Дж. Кастеллари. Утверждается, что это экранизация произведения, автор которого — Эдгар Аллан По, однако у По не было произведения с таким сюжетом.

## Сюжет
Синдбад должен найти пять волшебных камней, с помощью которых можно развеять ужасное проклятье города Басра. Поиски приводят его на остров мёртвых, где ему предстоит сразиться с воинами-призраками, а в финале с собственным двойником.

## В ролях
- Лу Ферриньо — Синдбад
- Джон Стайнер — Джаффар
- Роланд Вайбенга — Али
- Эннио Джиролами[англ.] — викинг
- Харухико Яманоути — самурай
- Иегуда Эфрони — Ахмед
- Романо Пуппо - капитан
- Алессандра Мартинес — Алина
- Дональд Ходсон — калиф
- Массимо Ванни — человек ( в титрах не указан)

## Производство
Идея фильма восходит к тому времени, когда производились съёмки картины «Геркулес» режиссёра Луиджи Коцци. Компания-производитель Cannon Films была довольна тем фильмом и захотела увидеть исполнителя одной из главных ролей Лу Ферриньо в ещё одном фильме. Ферриньо подписал контракт и попросил Луиджи Коцци написать сценарий к «Синдбаду». Сценарий пришёлся актёру по душе и Коцци предложили начать съёмки сразу же после окончания работ над «Геркулесом». Однако, ввиду работы над специальными эффектами «Геркулеса», было потеряно некоторое время и съёмки «Синдбада» отложили. В дальнейшем Коцци занялся съёмками «Геркулеса 2», а Cannon Films так ещё и не были готовы приступить к работе над фильмом. Итогом всех этих задержек явился тот факт, что проект отдали Энцо Дж. Кастеллари.

### Мини-сериал
Первоначальный вариант сценария, по словам Коцци, походил на «Геркулеса», однако создатели растянули его на шесть или более часов, намереваясь снять мини-сериал. Кастеллари отредактировал и изменил большую часть сценария Коцци, но продюсерам результат не понравился и мини-сериал лёг на полку и так и не был реализован. Впоследствии этот шестичасовой проект предлагался Луиджи Коцци, которого просил сделать минимум час и двадцать минут материала. Коцци отредактировал материал, немного доснял и добавил ещё множество эффектов, которых не было в оригинальном мини-сериале.